# Вільям Салліван (хокеїст на траві)
Вільям Салліван (30 серпня 1909 — 1981) — індійський хокеїст на траві.
Олімпійський чемпіон 1932 року.